# TOM-комплекс
TOM-комплекс (англ.,TOM complex, translocase of outer mitochondrial membrane, укр.,транслоказа зовнішньої мембрани) є основними вхідними воротами для більшості  білків — попередників мітохондрій, синтезованих на цитозольних рибосомах.

## Транслокація білків у мітохондрії
Мітохондріальні попередники переміщуються у внутрішні субкомпартменти за допомогою незалежних механізмів, що включають різні білкові механізми, які називаються транслоказами.
TOM-комплекс  переміщує білки, вироблені з ядерної ДНК, через мітохондріальну мембрану для використання в окисному фосфорилюванні. У ензимології комплекс описується як АТФ-аза, що транспортує мітохондріальний білок, або, більш систематично, як АТФ-фосфогідролаза (імпортуюча мітохондріальний білок), оскільки для роботи частини TIM потрібен гідроліз АТФ.

## Сортування білків зовнішньої мембрани
Білки зовнішньої мембрани мітохондрій бувають двох типів: трансмембранні - бета-листи поринів, та закріплені на мембрані - альфа-спіральні білки. Попередники бета-листів порину транслокуються за допомогою комплексу TOM і входить в зовнішню мітохондріальну мембрану за допомогою комплексу SAM. Навпаки, білки, закріплені на альфа-спіральній мембрані, транслокуються комплексом TOM і входять мітохондріальним імпортним комплексом.
Білки, призначені для всіх субмітохондріальних компартментів, входять в зовнішню мітохондріальну мембрану або переміщуються через неї за допомогою комплексу TOM , а потім можуть перетинати внутрішню мембрану різними комплексами TIM (T-транслокази внутрішня мітохондріальна мембрана). Повний TOM-комплекс містить сім субодиниць: що складаються з центрального білка Tom40 разом із набором тісно пов’язаних додаткових субодиниць TOMM22, TOMM20 і TOMM70, два пропротеїнові рецептори, три менші білки, TOM5, TOMM6 і TOMM7.    

Схематичне зображення субодиниць TOM-комплекса

Ряд стабільних проміжних продуктів імпорту  були вперше ідентифіковані  для попередників Tom40 у грибах  Neurospora crassa та Saccharomyces cerevisiae , першим з яких є асоціація з механізмом сортування та складання (SAM) зовнішньої мембрани. Досліджуючи шлях імпорту людського Tom40, були з’ясовані додаткові особливості його імпорту. Hsp90 бере участь у доставці попередника Tom40 до мітохондрій АТФ-залежним способом. Потім попередник утворює свій перший стабільний проміжний продукт із зовнішньою поверхнею комплексу TOM перед його інтеграцією та збіркою мембрани. Видалення еволюційно збереженої області в Tom40 порушує проміжний комплекс TOM і змушує його зупинятися на новому комплексі в міжмембранному просторі, як SAM ссавців. На відміну від своїх грибкових аналогів, людський попередник Tom40 не виявляється стабільно затриманим на проміжному SAM.
| Псевдоніми              | TOMM40 , C19orf1, D19S1177E, PER-EC1, PEREC1, TOM40, транслоказа зовнішньої мітохондріальної мембрани 40 | TOMM40 , C19orf1, D19S1177E, PER-EC1, PEREC1, TOM40, транслоказа зовнішньої мітохондріальної мембрани 40 | TOMM40 , C19orf1, D19S1177E, PER-EC1, PEREC1, TOM40, транслоказа зовнішньої мітохондріальної мембрани 40 |
| Зовнішні ідентифікатори | OMIM : 608061 MGI : 1858259 HomoloGene : 101105 GeneCards : TOMM40                                       | OMIM : 608061 MGI : 1858259 HomoloGene : 101105 GeneCards : TOMM40                                       | OMIM : 608061 MGI : 1858259 HomoloGene : 101105 GeneCards : TOMM40                                       |

Лише 13 поліпептидів кодуються в мтДНК, мітохондріальний протеом складається з понад 1500 білків, які кодуються ядерними генами та транслокуються в мітохондрії з метою підтримки функції мітохондрій.  Вони позначені N-кінцевою або/або C-кінцевою сигнальною послідовністю. Після транспортування через цитозоль із ядра сигнальна послідовність розпізнається рецепторним білком у комплексі транслокази зовнішньої мембрани (TOM). Сигнальна послідовність і сусідні частини поліпептидного ланцюга входять в комплекс TOM, а потім починають взаємодію з транслоказою внутрішньої мембрани (TIM), які, як припускають, тимчасово з’єднані в місцях тісного контакту між двома мембранами. Потім сигнальна послідовність переміщується в матрицю в процесі, який вимагає електрохімічного градієнта іонів водню через внутрішню мембрану. Мітохондріальний Hsp70 зв'язується з ділянками поліпептидного ланцюга і підтримує його в розгорнутому стані, коли він рухається в матрицю.

## Tom40 — сортувальна станція  мітохондріального білка

Переміщення білків, (ядерний білок синтезований на цитоплазматичних рибосомах), через мітохондріальну мембрану (TOM- комплекс) для використання в окисному фосфорилюванні.

Кінцеві події імпорту білка в мітохондрії опосередковуються взаємодією з внутрішніми компонентами механізму імпорту в процесах, що використовують гідроліз АТФ і трансмембранний потенціал через внутрішню мембрану, тоді як транслокація через комплекс TOM не потребує гідролізу АТФ або трансмембранного потенціалу. Tom40 функціонує як складна станція сортування, розрізняючи субстрати для введення в зовнішню мембрану, транслокації в міжмембранний простір, транслокації та передачі до комплексу TIM54 або транслокації та передачі до комплексу TIM23. Точкова мутація W243R дискретно блокує один із цих шляхів, але не три інші.

## Члени комплексу
Транслоказа зовнішньої мембрани (TOM) утворює комплекс із Tom70, Tom22 і Tom20 разом із Tom40, Tom7, Tom6 і Tom5. Tom20 і Tom22 є пропротеїновими рецепторами, які відповідають за розпізнавання попередньої послідовності, що розщеплюється, якою володіють білки, націлені на мітохондрії.  Tom70 також є пропротеїн рецептором і може розпізнавати деякі розщеплювані препослідовні білки, однак він головним чином відповідає за розпізнавання нерозщеплюваних пропротеїнів і діє як точка для зв’язування шаперонів. Tom22 прикріплений до зовнішньої мембрани одним трансмембранним сегментом і також відіграє роль у стабілізації комплексу TOM. Tom40 є основним елементом транслоказного комплексу та комплексів з Tom22 з масою приблизно 350 тис. Дальтон. Він утворює центральний канал, що проводить білок, діаметром приблизно 2,5 нм.  Людський Tom22 має приблизно 15,5 тис. Дальтон і є комплексом з Tom20.  N-термінальний кінець Tom22 простягається в цитозоль і бере участь у зв'язуванні пребілка.

## Загальна структура TOM-комплексу людини
Електронна мікроскопія, електрофізіологія та функціональні аналізи припускають, що транслокація білка відбувається через канал ~20 Å, утворений Tom40.
Людський TOM-комплекс,  має форму центросиметричного димеру, що складається з субодиниць Tom5, Tom6, Tom7, Tom22 і Tom40. Комплекс має загальний розмір ~125 Å × 120 Å × 90 Å і приблизну молекулярну масу 150 кДа. Два білки Tom40 β-barrel, вбудовані в зовнішню мембрану під кутом 20° вгору, і з'єднані двома субодиницями рецептора Tom22 і одним фосфоліпідом,  утворюють основну структуру комплексу, що проводять білок. Молекула фосфоліпіду взаємодіє як з Tom40s, так і з Tom22s, стабілізуючи архітектурне розташування субодиниць. Невеликі білкові субодиниці Tom5, Tom6 і Tom7 оточують зовнішню стінку кожного Tom40, причому Tom5 знаходиться на дистальному кінці димера, а Tom6 і Tom7 розташовані на протилежних сторонах через β-ствольний канал.
Виразні електростатичні особливості комплексу, включаючи виражену негативну внутрішню та позитивну області на периферії та в центрі димеру на стороні міжмембранного простору (IMS), дають змогу зрозуміти механізм транслокації пребілка.
α-спіраль утворює збережену межу взаємодії з внутрішньою стінкою Tom40. Трансмембранний сегмент Tom5 входить у зовнішню мембрану під нахиленим кутом, слідуючи похилому контуру Tom40, з його С-кінцевим кінцем, який трохи простягається в сторону IMS. Tom6, окрім трансмембранної спіралі, має цитозольний α-спіральний домен, з’єднаний петлею з дев’яти залишків (Tom6 F34–R42), яка проходить паралельно зовнішній мембрані  мітохондрій. Tom7 має  конфігурацію з головним α-спіральним сегментом, з’єднаним з короткою С-кінцевою α-спіралью за допомогою петлі з чотирнадцяти залишків (Tom7 F36–V49), яка тягнеться до міжмембранного простору (IMS).

## Молекулярні  механізми для імпорту білків
Пребілкові  рецептори Tom20 і Tom70 і центральний рецептор Tom22 розпізнають вхідні білки-попередники , а Tom40 утворює канал, що проводить білок через зовнішню мембрану.
Цитозольні фактори, такі як шаперони Hsp70 та їх ко-шаперони, J-білки, спрямовують білки до поверхні мітохондрій. Транслоказа зовнішньої мембрани мітохондрій (TOM) утворює вхідні ворота для пребілків. Як білки доставляються до мітохондріальних пребілкових рецепторів, погано вивчено. Цитозольний J-білок Xdj1 є специфічним партнером по взаємодії центрального рецептора Tom22. Tom22 рекрутує Xdj1 на поверхню мітохондрій, щоб сприяти імпорту пребілків і збиранню комплексу TOM. Крім того, рецептор Tom70 зв'язує інший цитозольний J-білок, Djp1. Цитозольні J-білки націлені на різні рецептори TOM і сприяють біогенезу мітохондріальних білків.
Основні моменти

Два цитозольних J-білка взаємодіють з різними TOM-рецепторами. Tom22 залучає Xdj1 до комплексу TOM. Tom70 специфічно зв’язується з Djp1, які обидва беруть участь у біогенезі MIM1 та інших мембранних білків.

Рецептор Tom22 рекрутує цитозольний J-білок Xdj1 до мітохондрій.
Xdj1 доставляє пребілки до Tom22 і сприяє біогенезу комплексу TOM.
Рецептор Tom70 рекрутує інший цитозольний J-білок, Djp1.
Мітохондріальні рецептори вибірково розпізнають ко-шаперони цитозольного J-білка.
J-білки беруть участь у сортуванні білків до мітохондрій.
Відсутність великої кількості цитозольного J-білка Ydj1 спричиняє накопичення мітохондріальних білків-попередників.
Відсутність Xdj1 свідчить про синтетичний дефект росту з відсутністю Pam17 внутрішньої мембрани транслоказно-асоційований мотор (PAM)(Sahi et al., 2013). Втрата Djp1 впливає на імпорт MIM1 комплексу мітохондріального імпорту (MIM) зовнішньої мембрани.
Молекулярні шаперони, такі як білки теплового шоку 70 кДа (Hsp70) і 90 кДа (Hsp90), беруть участь у транспортуванні білка до органел. Ці шаперони відіграють вирішальну роль у різних життєво важливих клітинних процесах, включаючи згортання білка, складання рибосом, брунькування везикул, внутрішньоклітинний транспорт білка, видалення агрегованих і неправильно згорнутих білків і сигнальні шляхи. Ко-шаперони Hsp40 , які також називають білками, пов’язаними з DnaJ (J-білками), можуть сприяти перенесенню субстрату до Hsp70 і стимулювати їх АТФ-азну активність.
Цитозоль дріжджових клітин містить 13 різних J-білків, які беруть участь у надзвичайній різноманітності клітинних процесів.

## Демонстрація механорегуляції білкового комплексу β-стволової мембрани TOM-комплексу.

Оптичне відстеження однієї молекули та визначення активності каналів TOM-комплексу у підтримуваних ліпідних мембранах. За допомогою спектроскопічної техніки FRET.

Вільно дифундуючі молекули TOM-комплексу зупиняються при взаємодії зі структурами, прилеглими до мембрани, нібито через взаємодію між її розширеними полярними доменами та несучою гідрогелевою плівкою. Одночасно з призупиненням руху TOM-комплексу оборотно змінюється з активного (повністю світлий, S H ) на слабко активний (середній світлий, S I ) і неактивний (темний, S L ) стан каналу. Тривала часова кореляція між латеральною рухливістю та іонною проникністю свідчить про те, що стробування каналу TOM-комплексу дуже чутливе до молекулярного обмеження та режиму латеральної дифузії.
За допомогою кріоелектронної мікроскопії, було визначено, що дві субодиниці Tom22 TOM- комплексу можуть змусити дві пороутворюючі  β-субодиниці Tom40 зазнати конформаційних змін, що призводить до закриття каналу, і що цей динамічний ефект представляє нову функціональність TOM-комплексу в цілому. Механостимульована зміна конформації TOM-комплексу спостерігається in vitro і може бути підтверджено в інтактних мітохондріях, де механочутливі взаємодії з компонентами внутрішньої мембрани мітохондрій мають фізіологічне значення. З загальної точки зору, це може бути перша демонстрація механорегуляції білкового комплексу β-стволової мембрани та причинного ефекту латеральної дифузії. Поки що повідомлялося про механочутливість лише для α-спіральних білків.

## Функція
Комплекс TOM розпізнає білки-попередники, націлені на мітохондрії, опосередковує їх надходження та передає їх до окремих систем транслокації білків на зовнішній і внутрішній мітохондріальній мембрані, включаючи механізми сортування та збирання (комплекс SAM) і транслокази внутрішньої мембрани (комплекс TIM). Відіграє роль у збиранні дихального ланцюга НАДН-дегідрогенази мітохондріальної мембрани (комплекс I) шляхом утворення комплексу з BCAP31 і опосередкування транслокації компонентів комплексу I з цитозолю в мітохондрії.

## Додаткова інформація
Відсутність Tom40 у трипаносомах вважалася примітивною ознакою, тобто припускала, що трипаносоми відокремилися від еукаріотичного дерева життя до появи Tom40. Два дослідження Pusnik et al. нещодавно показали, що мітохондрії Trypanosoma brucei виявилися позбавленими основного каналу Tom40  замість цього було виявлено, що він містить важливий білок, який називається архаїчною транслоказою зовнішньої мітохондріальної мембрани (ATOM).
На додаток до своєї ролі основної точки входу для мітохондріальних білків, комплекс TOM служить шляхом входу для вірусних білків.

## Комплекс TIC/TOC та комплекс TIM/TOM
Білковий комплекс TIM/TOM функціонально аналогічний комплексу TIC/TOC , розташованому на  зовнішній i внутрішній  мембранах хлоропласта, та транспортує білки в мембрану мітохондрій. Хоча  обидва комплекса гідролізують трифосфати, вони еволюційно не пов’язані.

## Клінічне значення
У людей певні алелі цього гена статистично пов’язані з підвищеним ризиком розвитку хвороби Альцгеймера з пізнім початком.  Алелі ризику TOMM40 з’являються вдвічі частіше у людей з хворобою Альцгеймера, ніж у тих, хто її не має.  Оскільки ген TOMM40  розташований на хромосомі 19 і знаходиться близько до APOE ,  іншого гена, який, як відомо, пов’язаний із хворобою Альцгеймера.
Мітохондріальна дисфункція є ознакою нейродегенерації. Рівень експресії Tom40, важливого білка мітохондріальної мембрани, значно знижений у пацієнтів з нейродегенеративними захворюваннями.
Мітохондріальна дисфункція є важливим фактором у патогенезі вікових захворювань, включаючи нейродегенеративні захворювання, такі як хвороби Альцгеймера та Паркінсона. Поліморфізм транслокази зовнішньої мітохондріальної мембрани ( TOMM40) пов’язаний із ризиком і віком появи пізнього початку хвороби Альцгеймера і є єдиним кодованим ядерним геном, ідентифікованим у генетичних дослідженнях на сьогоднішній день, який, імовірно, пов’язаній з LOAD (мутаційне навантаження мітохондріальної ДНК) дисфункції мітохондрій. Усі, крім 36 із понад 1500 мітохондріальних білків, кодуються ядром і синтезуються на цитоплазматичних рибосомах, і більшість із них імпортується в мітохондрії через комплекс TOM, у якому TOM40 є центральною порою, опосередковуючи зв’язок між цитоплазмою та мітохондріальна внутрішня частина. APP (англ. amyloid precursor protein ) проникає в пори TOM40 і блокує їх, перешкоджаючи імпорту пов’язаних з OXPHOS білків і порушуючи окисно-відновний баланс мітохондрій. Інші патогенні білки, такі як Aβ і альфа-синуклеїн, легко проходять через пори і викликають токсичні ефекти шляхом безпосереднього інгібування мітохондріальних ферментів. Здорові мітохондрії зазвичай імпортують і розкладають білок Pink1, пов’язаний із PD, але Pink1 виходить з мітохондрій, якщо мембранний потенціал руйнується та ініціює опосередковану Паркіном мітофагію. За нормальних обставин цей процес допомагає очистити дисфункціональні мітохондрії та сприяє здоров’ю клітин, але мутації PINK1, пов’язані з PD, виводять мітохондрії з непошкодженими мембранними потенціалами, порушуючи динаміку мітохондрій, що призводить до патології. Таким чином, TOM40 відіграє центральну роль у мітохондріальній дисфункції, яка лежить в основі вікових нейродегенеративних захворювань.